# Ryū Okada
Ryū Okada (japanisch 岡田 隆 Okada Ryū; * 10. April 1984 in der Präfektur Shizuoka) ist ein japanischer Fußballspieler.

## Karriere
Okada erlernte das Fußballspielen in der Universitätsmannschaft der Universität Tsukuba. Seinen ersten Vertrag unterschrieb er 2007 bei Júbilo Iwata. Der Verein spielte in der höchsten Liga des Landes, der J1 League. 2010 gewann er mit dem Verein den J.League Cup. Für den Verein absolvierte er 31 Erstligaspiele. 2012 wurde er an den Zweitligisten Avispa Fukuoka ausgeliehen. Für den Verein absolvierte er 59 Ligaspiele. 2014 kehrte er zum Zweitligisten Júbilo Iwata zurück. 2015 wurde er mit dem Verein Vizemeister der J2 League und stieg in die J1 League auf. Für den Verein absolvierte er 14 Ligaspiele. Ende 2016 beendete er seine Karriere als Fußballspieler.

## Erfolge
Júbilo Iwata
- J.League Cup

Sieger: 2010